# Elezioni comunali in Emilia-Romagna del 2010
Il 28 e il 29 marzo 2010 (con ballottaggio il 13 e 14 aprile) in Emilia-Romagna si tennero le elezioni per il rinnovo di numerosi consigli comunali.

## Ferrara

### Comacchio
| Candidati e Liste                      | Voti   | %      | Seggi |
| -------------------------------------- | ------ | ------ | ----- |
| Paolo Carli                            | 5.229  | 38,93  | -     |
| Il Popolo della Libertà                | 3.275  | 27,38  | 9     |
| Lega Nord                              | 1.133  | 9,47   | 3     |
| La Destra                              | 103    | 0,86   | -     |
| Socialisti Uniti                       | 87     | 0,73   | -     |
| Maria Cristina Cicognani               | 4.620  | 34,40  | 1     |
| Partito Democratico                    | 1.965  | 16,43  | 3     |
| Futura Comacchio                       | 801    | 6,70   | 1     |
| Federazione della Sinistra             | 629    | 5,26   | 1     |
| La Vela                                | 608    | 5,08   | -     |
| Italia dei Valori                      | 266    | 2,22   | -     |
| Alessandro Pierotti                    | 2.297  | 17,10  | 1     |
| L'Onda                                 | 2.019  | 16,88  | 1     |
| Valter Zago                            | 560    | 4,17   | -     |
| Zago Sindaco                           | 471    | 3,94   | -     |
| Manrico Mezzogori                      | 323    | 2,40   | -     |
| Alternativa Democratica                | 277    | 2,32   | -     |
| Tonino Ferroni                         | 272    | 2,03   | -     |
| Tonino Ferroni Sindaco                 | 231    | 1,93   | -     |
| Giuliana Bonazza                       | 130    | 0,97   | -     |
| Coordinamento Autonomo Salute Ambiente | 98     | 0,82   | -     |
| Totale alle liste                      | 11.963 | 100,00 | 18    |
| TOTALE                                 | 13.431 | 100,00 | 20    |

## Ravenna

### Faenza
| Candidati e Liste              | Voti   | %       | Seggi |
| ------------------------------ | ------ | ------- | ----- |
| Giovanni Malpezzi              | 18.403 | 54,12   | -     |
| Partito Democratico            | 12.773 | 40,78   | 15    |
| Insieme per Cambiare           | 2.298  | 7,34    | 2     |
| Italia dei Valori              | 1.336  | 4,27    | 1     |
| Sinistra per Faenza            | 680    | 2,17    | -     |
| Partito Repubblicano Italiano  | 297    | 0,95    | -     |
| Gian Carlo Minardi             | 10.739 | 31,58   | 1     |
| Il Popolo della Libertà        | 4.769  | 15,23   | 4     |
| Lega Nord                      | 4.026  | 12,85   | 4     |
| Faenza è Futuro                | 360    | 1,15    | -     |
| Maurizio Montanari             | 1.999  | 5,88    | 1     |
| Fatti Sentire                  | 1.994  | 6,37    | 1     |
| Gilberto Bucci                 | 975    | 2,87    | 1     |
| Unione di Centro-La Tua Faenza | 959    | 3,06    | -     |
| Pierpaolo Casalini             | 747    | 2,20    | -     |
| Faenza che Vuoi                | 717    | 2,29    | -     |
| Palmiro Di Maria               | 649    | 1,91    | -     |
| Federazione della Sinistra     | 672    | 2,15    | -     |
| Vincenzo Fanelli               | 493    | 1,45    | -     |
| Forza Nuova                    | 439    | 1,40    | -     |
| Totale alle liste              | 31.320 | 100,00  | 27    |
| TOTALE                         | 34.005 | 100,00' | 30    |